# Alessano-Corsano
Alessano-Corsano (włoski: Stazione di Alessano-Corsano) – przystanek kolejowy w Alessano, w prowincji Lecce, w regionie Apulia, we Włoszech.
Przystanek jak i linia kolejowa jest obsługiwana przez Ferrovie del Sud Est. Znajduje się na linii Maglie – Gagliano del Capo.

## Linie kolejowe
- Maglie – Gagliano del Capo

## Usługi
Usługi dostępne na stacji:
- Kasy biletowe
- Toalety
- Poczekalnia
- Bar